# Landesvater (Brauch)

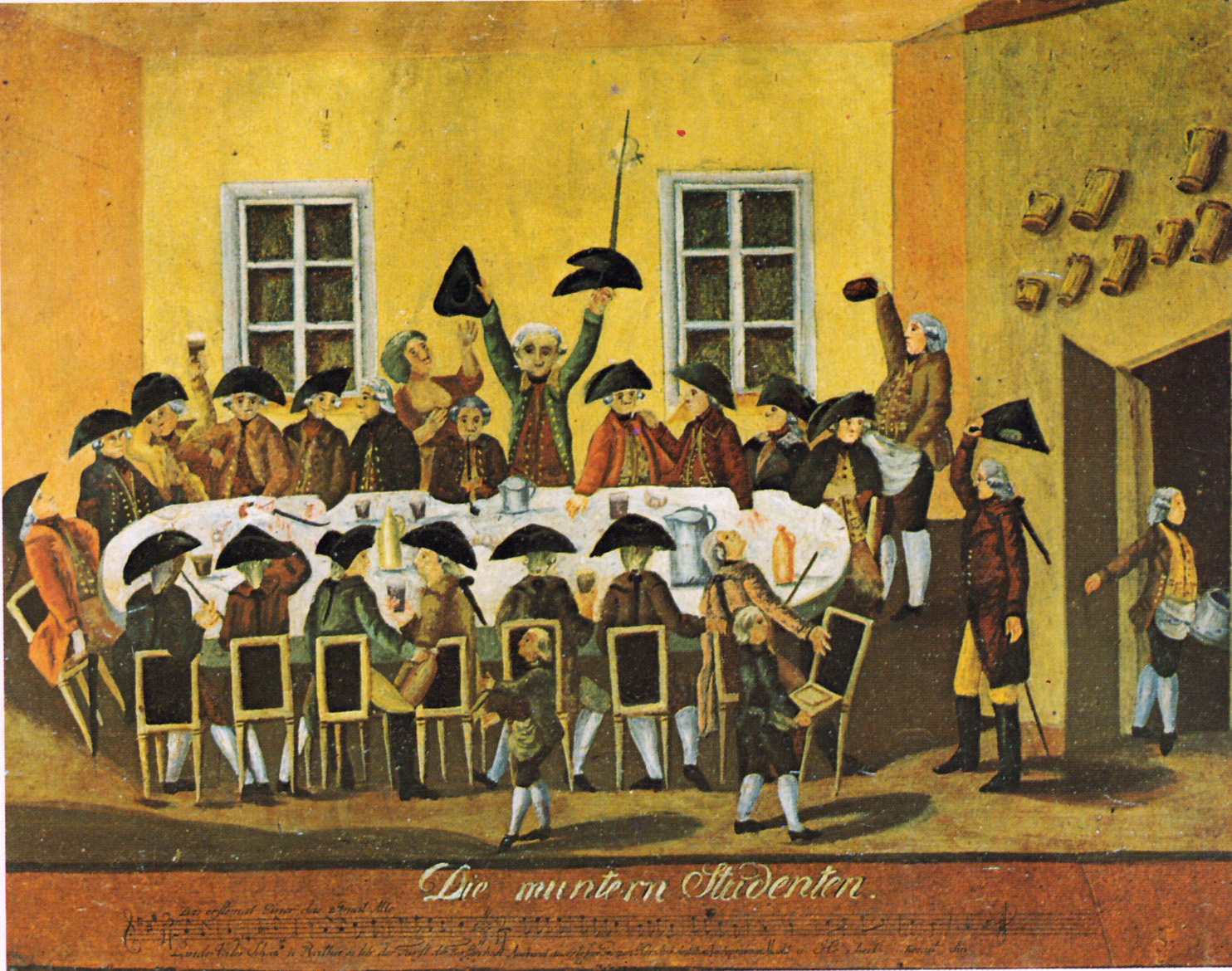
Landesvater für Joseph II. (1788)

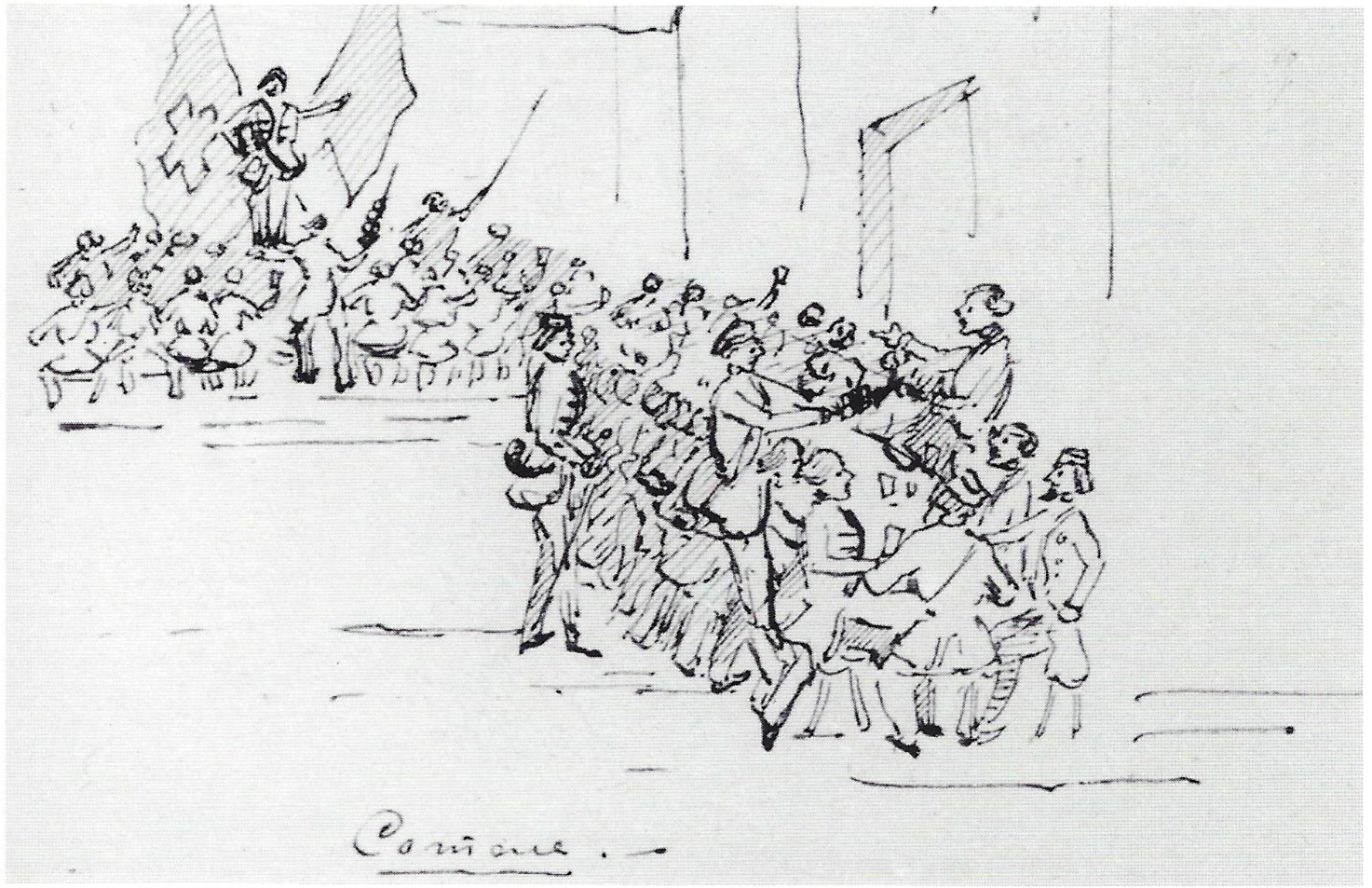
Landesvater in Lausanne (1849)

Der feierliche Landesvater ist ein seit dem 18. Jahrhundert gepflegter studentischer Brauch, bei dem Studentenmützen mit der Klinge eines Degens oder Schlägers durchbohrt werden.

## Entstehung
Schon im 17. und in der ersten Hälfte des 18. Jahrhunderts pflegten Studenten zum Zeichen der Liebe zu einem Mädchen ihre Hüte zu durchstechen. In den folgenden Jahren erfuhr dieser Brauch einen Bedeutungswandel; das Durchstechen des Hutes diente nun als symbolische Handlung, die den Abschluss einer Freundschaft zwischen zwei Studenten und den Übergang zum brüderlichen Du begleitete. In einem nächsten Schritt wurde die Freundschaft auf eine ganze Gemeinschaft übertragen. Die unter dem Einfluss der Freimaurerei ab 1770 entstehenden Studentenorden schufen die nötigen Voraussetzungen. Das Wort „Weihedegen“ scheint nach Conrad von diesem Ursprung zu zeugen, denn Degen oder Schwert spielen im Aufnahmeritual der Freimaurer traditionell eine große Rolle. In einem dritten Schritt wurde während der nun zur Zeremonie gewordenen Handlung ein Hoch auf den Landesherrn ausgebracht (daher die Bezeichnung „Landesvater“). Dies konnte der jeweilige Fürst, aber auch der Kaiser sein. In einem Text des Jahres 1782 heißt es dann auch: „Josephs Söhne! / Laut ertöne / Unser Vaterlandsgesang!“ Mit dem Hoch auf den Kaiser wurde ein Hoch auf das Vaterland verbunden.
Bei den frühen Landsmannschaften war es üblich, zu Ehren des jeweiligen Herkunftslandes einen „Landesvater zu stechen“. Da es generell üblich war, die eigene landsmannschaftliche Verbindung mit der Heimatregion (Preußen, Mark Brandenburg, Westfalen) gleichzusetzen, entwickelte sich der Landesvater zur feierlichen Bekräftigung der Verbundenheit eines Studenten mit seinen Bundes- und Corpsbrüdern. Er wird heute in vielen Verbindungen als eine Erneuerung oder Auffrischung des Burscheneids gesehen. Da der Landesvater immer paarweise gestochen wird, wird damit auch eine persönliche Freundschaft der beiden Beteiligten zum Ausdruck gebracht.
Ab dem Ende des 18. Jahrhunderts wurde der Landesvater insbesondere bei den waffenstudentischen Corps institutionalisiert. Auch katholische Studentenverbindungen in Österreich pflegen dieses Zeremonium, während es jene in Deutschland, so der Cartellverband, fälschlich als mensur- oder duellnahen Ritus ablehnten.

## Ablauf
Bei Ludwig Wallis (1813) heißt es:

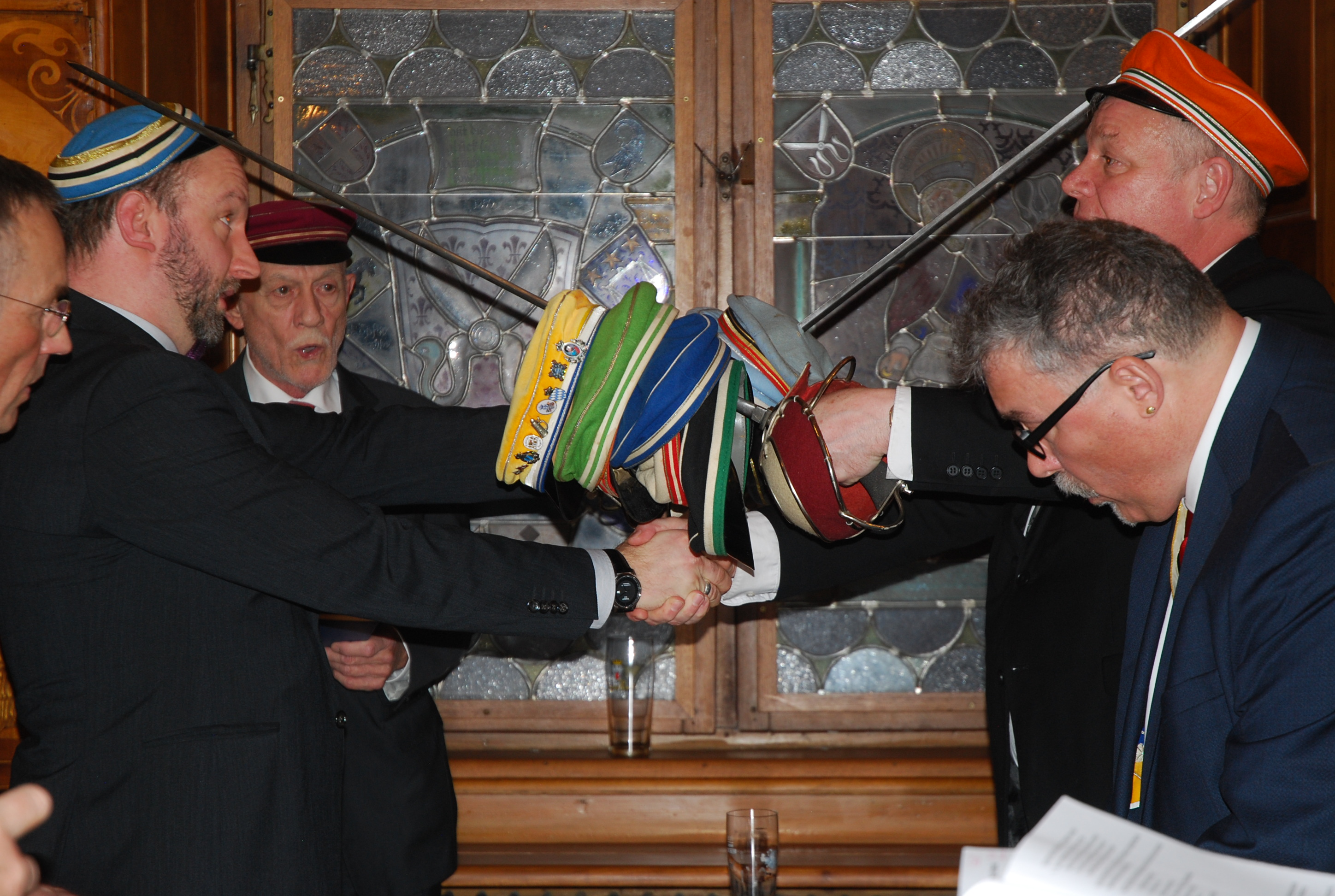
Landesvater in Basel (2020)

„Landesvater ist ein Studenten-Lied, welches dem Landes-Vater zu Ehren gesungen wird. Während des Gesanges spießen alle Anwesenden ihre Hüte auf einen Hieber zum Symbol der goldnen Freyheit, und schwören, ewig brave Burschen bleiben zu wollen. — Dieß Lied zeichnet sich besonders durch einen herzerhebenden Gesang aus; auch der Text ist, wie bey fast allen Burschenliedern schön. Nach dessen Beendigung ziehen die Praesides jeden Hut einzeln vom Hieber, und bedecken damit die Häupter der Eigenthümer. Auf jedem Commersch wird ein Landesvater gemacht.“

Zur Durchführung des Landesvaters wird das Lied Alles schweige, jeder neige / ernsten Tönen nun sein Ohr gesungen, das von August Niemann unter Verwendung älterer Vorbilder im Jahre 1782 gedichtet wurde. Dieses Lied enthält den Anfangsvers Landesvater, Schutz und Rater, der schon seit 1650 belegt ist und dem Brauch seinen Namen gab. Im frühen 19. Jahrhundert wurde die Huldigung des Landesvaters nach und nach durch die Verehrung des Vaterlandes ersetzt. Die heute gesungene Form stammt von Friedrich Silcher aus dem Jahr 1823 und beinhaltet verschiedene Liedteile mit insgesamt drei verschiedenen Melodien für die einzelnen Phasen des Landesvaters, wie „Durchbohren der Mützen“, „Pause“ und „Wiederaufnehmen der Mützen“ sowie „Schluss“. Die durchstochenen Stellen der Mützen werden oft (nicht  bei den Corps) in Eichenblatt- oder Weinlaubform umstickt und mit dem Datum des feierlichen Ereignisses versehen.